# هافنيرباخ
هافنيرباخ (بالألمانية: Hafnerbach) هي بلدة تقع في منطقة سانكت بولتن لاند في ولاية النمسا السفلى.